# Governació de Jerusalem
La Governació de Jerusalem (àrab: محافظة القدس, Muḥāfaẓat al-Quds; hebreu: נפת אל קודס, Nafat al-Quds‎) és una de les 16 governacions palestines situades en la porció central de la Ribera Occidental o Cisjordània. L'Autoritat Palestina reivindica que la seva capital sigui Jerusalem Est (de 70 km² i ocupada per Israel des de 1967). La superfície total de la província és de 331,6 km².
Segons l'Oficina Central Palestina d'Estadística, la província tenia 429.500 habitants en 2005, representant el 10,5% dels habitants àrabs que viuen en els Territoris Palestins.

## Política

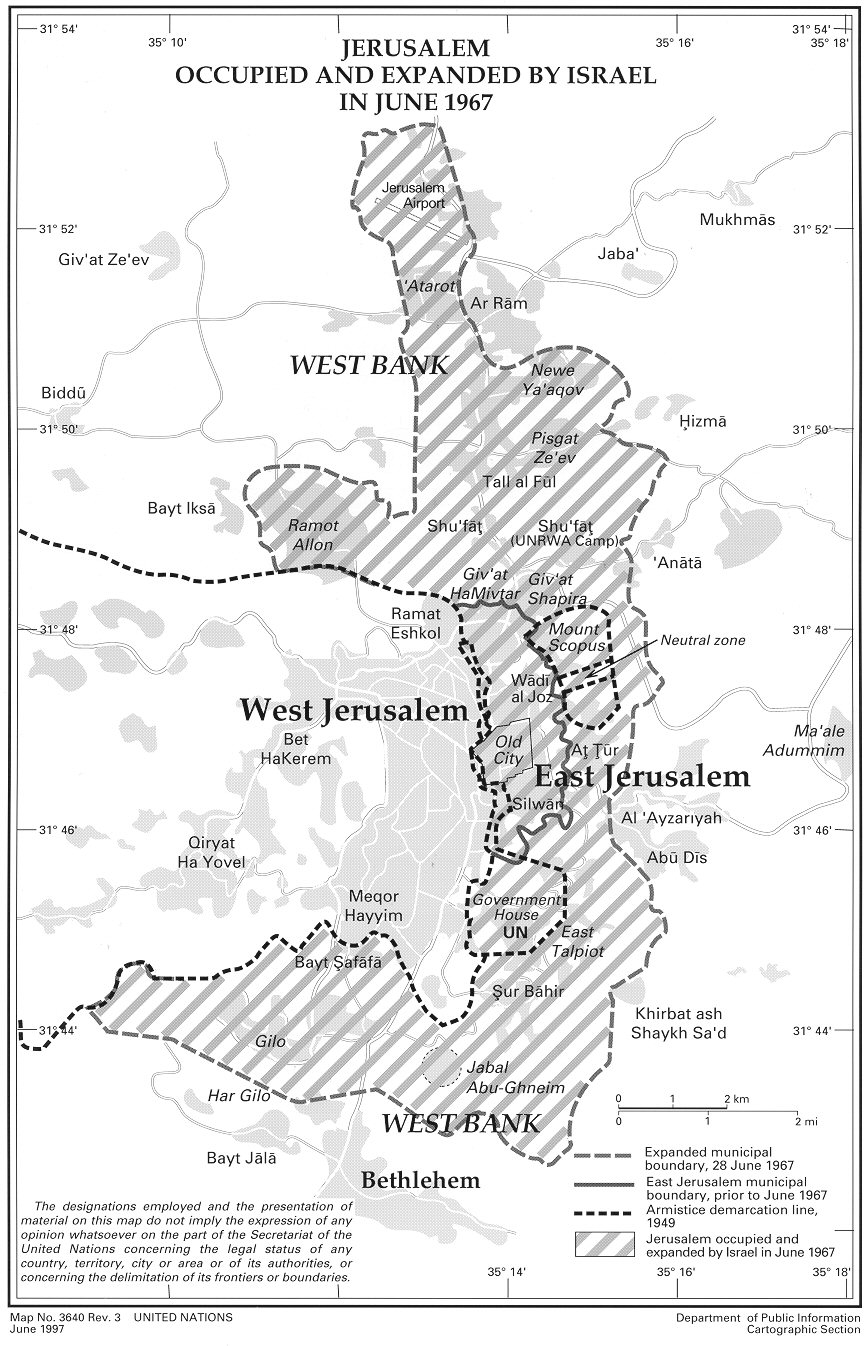
La Jerusalem israeliana amb la frontera municipal expandida des de 1967

Jerusalem oriental està sota el control administratiu i militar del Estat d'Israel. Va ser annexada per Israel durant la Guerra dels Sis Dies en 1967, però els residents palestins participen en les eleccions de l'Autoritat Nacional Palestina votant per correu. Durant les eleccions de 2006 pel Consell Legislatiu Palestí, Hamàs va guanyar 4 escons, mentre que els candidats d'Al Fatah van guanyar els altres dos escons reservats per als cristians. Els candidats de Fatah van ser Imil Kharkhoui i Ivivian Sabella.

## Divisió
La governació de Jerusalem és dividida en els subdistrictes "Jerusalem J1" i "Jerusalem J2". Jerusalem J1 comprèn les parts de la Ribera Occidental que foren annexades per Israel en 1980 i que s'inclouen dins del municipi israelià de Jerusalem.  Jerusalem J1  es refereix generalment com Jerusalem Est. Jerusalem J2  comprèn les parts de la governació que no estan inclosos en J1.

### Divisió per subdistrictes
Jerusalem J1: Al-Isawiya, Al-Quds (Ciutat Vella), Ash-Shayyah, As-Sawahira Al-Gharbiya, As-Suwwana, At-Tur, Ath-Thuri, Bab As-Sahira, Beit Hanina, Beit Safafa, Jabal Al-Mukabbir, Kufr A’qab, Ras Al-Amud, Sharafat, Sheikh Jarrah, Shu’fat, Camp de Shu'fat, Silwan, Sur Baher, Umm Tuba, Wadi Al-Joz
Jerusalem J2: Abu Dis, Al-Eizariya, Al-Jib, Al-Judeira, Al-Qubeiba, Al-Ram, As-Sawahira ash-Sharqiya, 'Anata, An-Nabi Samwil, Ash-Sheikh Sa’d, Az-Za’eem, Beit Anan, Beit Hanina al-Balad, Beit Ijza, Beit Iksa, Beit Surik, Biddu, Beit Duqqu, Bir Nabala, Dahiat Al-Bareed, Hizma, Jaba’, Khirbet Umm Al-Lahem, Mikhmas, Qalandya, camp de refugiats de Qalandya, Qatanna, Rafat, comunitats beduïnes d'Al-Khan Al-Ahmar i Jaba’.

Frontera municipal a Jerusalem Est amb les localitats de Jerusalem J1 en verd clar

### Divisió per tipus de localitats

Governació de Jerusalem

#### Ciutats
- Abu Dis
- Al-Eizariya
- Al-Ram

#### Municipis
- Biddu
- Beit 'Anan
- Bir Nabala
- Hizma
- Kafr Aqab
- Qatanna
- Qalandiya

#### Viles
- 'Anata
- Arab al-Jahalin
- Beit 'Anan
- Beit Duqqu
- Beit Hanina
- Beit Iksa
- Beit Sirik
- Jaba'
- Al-Jib
- Al-Judeira
- Kalandia
- Mikhmas
- Rafat
- As-Sawahira ash-Sharqiya
- Az-Za'ayyem

#### Barris de Jerusalem Est
- Abu Tor
- Beit Hanina
- Beit Safafa
- Isawiya
- Jabal Mukabar
- Ciutat Vella
- Ras al-Amud
- Sheikh Jarrah
- Shu'fat
- Silwan
- Sharafat
- Sur Baher
- At-Tur
- Umm Tuba
- Wadi al-Joz
- Al-Walaja (part de la governació de Betlem i Jerusalem Est)